# 波止場の鷹
『波止場の鷹』（はとばのたか）は、1967年8月12日に公開された、日活製作のムードアクション映画である。原作は生島治郎の「傷跡の街」、 監督は西村昭五郎。主演は石原裕次郎、出演は他に丹波哲郎など。日活が製作したムードアクション映画の最終作とも言える映画である。

## あらすじ
横浜で商事会社を経営している久須見、彼は一から起業し、会社は軌道に乗ってきていた。しかし、麻薬の取り締まりが厳しいことから、麻薬密売をしている海運会社が、彼の会社を利用すべく密輸に加担するよう持ちかけたが、彼は拒否した。海運会社は腹いせに、彼の妹を事故に見せかけて殺害、彼も襲撃により負傷、入院を強いられた。退院した久須見だが、彼の会社の社員たちは海運会社の陰謀により退社していた。商事会社の事業継続には金が必要となり、とある男から借金をするも、その男は海運会社の息がかかっている男であり、久須見の商事会社は、事実上、乗っ取られてしまう。久須見は仕方なく、海運会社に協力すると見せかけ、彼らと対決し、妹の仇を討つことを決意する。

## キャスト
- 石原裕次郎 : 久須見健一
- 浅丘ルリ子 : 井関斐那子
- 久万里由香 : 久須見順子
- 安部徹 : 稲垣修平
- 須賀不二男 : 吉田隆次
- 永山一夫 : 三宅[5]
- 郷鍈治 : 土屋
- 福田秀実 : 前田刑事
- 殿岡ハツエ : ショーダンサー
- 雪丘恵介[5]
- 木浦佑三 : 森下
- 弘松三郎[5]
- 加原武門 : 梁
- 鴨田喜由 : スーパーマーケットの店長[5]
- ハラルド・S・コンウェイ : クラウン号船長[5]
- 柳瀬志郎 : 巽
- 小沢栄太郎 :井関大三
- 丹波哲郎 : 岩崎部長刑事

## スタッフ
- 監督 : 西村昭五郎
- 脚本 : 小川英、中西隆三
- 原作 : 生島治郎
- 企画 : 高木雅行
- 撮影 : 姫田真佐久
- 美術 : 横尾嘉良
- 音楽 : 真鍋理一郎
- 編集 : 辻井正則
- スチル : 荻野昇

## 主題歌
- 「粋な別れ」- 歌：石原裕次郎、作詞・作曲 : 浜口庫之助、編曲：山倉たかし

## 併映作品
- 『喜劇　東京の田舎っぺ』: 千野皓司監督